# Aloe grisea
Aloe grisea ist eine Pflanzenart der Gattung der Aloen in der Unterfamilie der Affodillgewächse (Asphodeloideae). Das Artepitheton grisea stammt aus dem Lateinischen, bedeutet ‚grau‘ und verweist auf Farbe der Laubblätter.

## Beschreibung

### Vegetative Merkmale
Aloe grisea wächst stammlos, ist einfach oder sprosst spärlich. Die dreieckigen Laubblätter bilden Rosetten. Die stark glauke Blattspreite ist bis zu 25 Zentimeter lang und 15 Zentimeter breit. Auf ihr befinden sich viele weiße Flecken die unregelmäßige Querbänder bilden. Der 1 Millimeter breite Blattrand ist braun und hornig. Die Zähne am Blattrand sind 1 bis 3 Millimeter lang und stehen 2 bis 8 Millimeter voneinander entfernt.

### Blütenstände und Blüten
Der Blütenstand besteht aus zwei bis drei Zweigen und erreicht eine Länge von bis zu 60 Zentimeter. Die unteren Zweige sind gelegentlich nochmal verzweigt. Die konischen bis fast kopfigen Trauben sind etwa 10 Zentimeter lang und 6 Zentimeter breit. Die eiförmigen, begrannten Brakteen weisen eine Länge von bis zu 20 Millimeter auf und sind 5 Millimeter breit. Die leuchtend orangeroten Blüten sind an ihrer Mündung gelb und stehen an bis zu 30 Millimeter langen Blütenstielen. Die Blüten sind 23 Millimeter lang und an ihrer Basis gerundet. Auf Höhe des Fruchtknotens weisen die Blüten einen Durchmesser von 6 Millimeter auf. Darüber sind sie abrupt auf 3,5 Millimeter verengt und schließlich zur Mündung erweitert. Ihre äußeren Perigonblätter sind auf einer Länge von 5 Millimetern nicht miteinander verwachsen. Die Staubblätter und der Griffel ragen bis zu 1 Millimeter aus der Blüte heraus.

### Genetik
Die Chromosomenzahl beträgt {\displaystyle 2n=14}.

## Systematik und Verbreitung
Aloe grisea ist im Norden von Somalia auf steinigem Boden und Felsen an Berghängen in Höhen von 1200 bis 1700 Metern verbreitet.
Die Erstbeschreibung durch Susan Carter und Peter Edward Brandham wurde 1983 veröffentlicht.

## Nachweise